# Kanton Bellême
Bellême is een voormalig kanton van het Franse departement Orne. Het kanton maakte deel uit van het arrondissement Mortagne-au-Perche.
Het werd opgeheven bij decreet van 25 februari 2014, met uitwerking op 22 maart 2015. De gemeenten werden opgenomen in het op die dag gevormde kanton Ceton.

## Gemeenten
Het kanton Bellême omvatte de volgende gemeenten:
- Appenai-sous-Bellême
- Bellême (hoofdplaats)
- La Chapelle-Souëf
- Chemilli
- Dame-Marie
- Le Gué-de-la-Chaîne
- Igé
- Origny-le-Butin
- Origny-le-Roux
- Pouvrai
- Saint-Fulgent-des-Ormes
- Saint-Martin-du-Vieux-Bellême
- Saint-Ouen-de-la-Cour
- Sérigny
- Vaunoise